# Cohors I Flavia Canathenorum

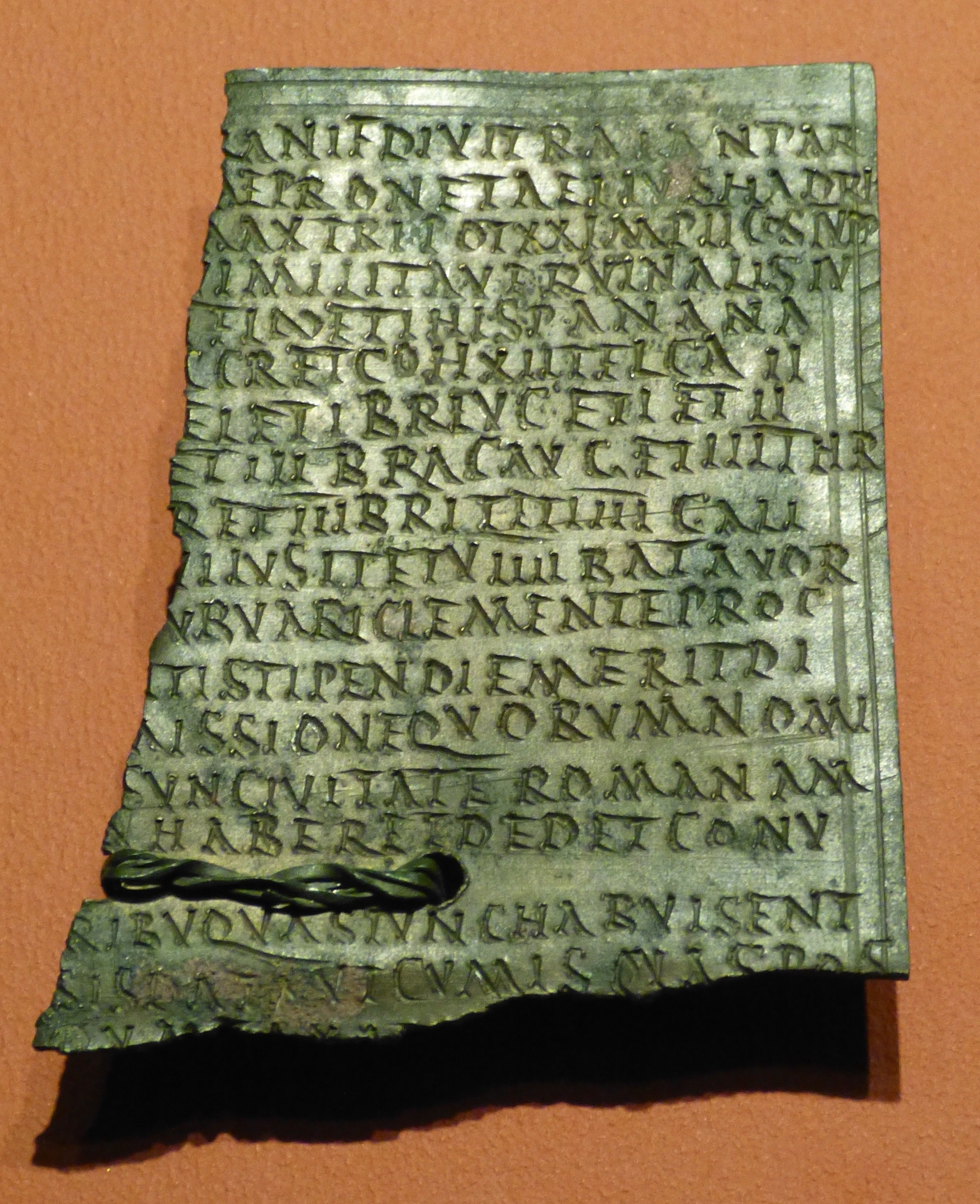
Das Fragment eines Militärdiploms von 156/157 n. Chr. im Gäubodenmuseum in Straubing

Die Cohors I Flavia Canathenorum  [sagittariorum oder sagittaria] [milliaria] (deutsch 1. flavische Kohorte aus Canatha [der Bogenschützen] [1000 Mann]) war eine römische Auxiliareinheit. Sie ist durch Militärdiplome, Inschriften und Ziegelstempel belegt.

## Namensbestandteile
- Flavia: die Flavische. Die Ehrenbezeichnung bezieht sich auf die flavischen Kaiser Vespasian, Titus oder Domitian. Es sind insgesamt 14[1] Kohorten mit diesem Namenszusatz bekannt. Die Kohorte wurde wahrscheinlich nach erfolgreicher Beendigung des Jüdischen Krieges unter Vespasian aufgestellt.[2]

- Canathenorum: aus Canatha. Die Soldaten der Kohorte wurden bei Aufstellung der Einheit aus der im Hauran gelegenen Stadt Canatha und ihrer Umgebung rekrutiert.

- sagittariorum oder sagittaria: [der/aus] Bogenschützen. Der Zusatz kommt in den meisten der Militärdiplome in verschiedenen Abkürzungen wie sag, sagit(t) oder sagittar vor.

- milliaria: 1000 Mann. Je nachdem, ob es sich um eine Infanterie-Kohorte (Cohors milliaria peditata) oder einen gemischten Verband aus Infanterie und Kavallerie (Cohors milliaria equitata) handelte, lag die Sollstärke der Einheit entweder bei 800 oder 1040 Mann. In den Militärdiplomen wird statt milliaria das Zeichen {\displaystyle \infty } verwendet.

Da es keine Hinweise auf den Namenszusatz equitata (teilberitten) gibt, ist davon auszugehen, dass es sich um eine reine Infanterie-Kohorte (Cohors milliaria peditata) handelte. Die Sollstärke der Einheit lag daher bei 800 Mann, bestehend aus 10 Centurien mit jeweils 80 Mann.

## Geschichte
Der erste Nachweis der Einheit in der Provinz Raetia beruht auf 2 Militärdiplomen, die auf 116 n. Chr. datiert sind. In den Diplomen wird die Kohorte als Teil der Truppen (siehe Raetisches Heer) aufgeführt, die in Raetia stationiert waren. Weitere Militärdiplome, die auf 116/121, 125/128, 139, 151/170, 154/161, 156, 157, 157/161, 159/160, 160, 162, 166 und 167/168 datiert sind, belegen die Einheit in derselben Provinz.

## Standorte
Standorte der Kohorte in Raetia waren möglicherweise:
- Eining:[A 2]
- Kösching:[A 2]
- Kumpfmühl:[A 2]
- Sorviodurum (Straubing):[A 2] In der Regierungszeit Trajans errichtete die Einheit in Sorviodurum ein Lager und blieb hier bis zum Zusammenbruch des raetischen Limes stationiert, bei dem sowohl das Kastell als auch die Kohorte untergingen.[4]

Ziegel mit dem Stempel C I F C wurden in Eining und Kösching gefunden, Ziegel mit dem Stempel COH I CAN in Regensburg-Kumpfmühl und Sorviodurum (CIL 3, 11992).

## Angehörige der Kohorte
Folgende Angehörige der Kohorte sind bekannt.

### Kommandeure
| - Aelius [.]: er wird auf dem Diplom (CIL 16, 118) als Kommandeur der Kohorte genannt. | - Marcus Plotius Faustus, ein Tribun |

### Sonstige
- Asuodane, ein Soldat: das Diplom (CIL 16, 118) wurde für ihn ausgestellt.

## Unsicherheiten

### CIL 03, 14379
Die im Umfeld des im Norden der Provinz Arabia Petraea gelegenen Kastells Mothana entdeckte Inschrift (CIL 3, 14379) erwähnt eine rund 1000 Man starke Doppelkohorte mit dem Namen Cohors I Augusta Canathenorum et Trachionitarum. Diese ist jedoch nicht mit der Cohors I Flavia Canathenorum identisch. Beide Einheiten wurden in und um Canatha, etwa 50 Kilometer nördlich des Kastells Mothana ausgehoben. Die Trachoniten stammten aus der Ledja im Osten des Hauran und nördlich von Canatha.

### Verlegung nach Raetia
John Spaul glaubt, dass die Einheit zwischen 107 und 116 nach Raetia verlegt wurde, da sie auf dem Militärdiplom (CIL 16, 55), ausgestellt am 30.06.107 für die Provinz, nicht gelistet ist.
Farkas István Gergő vermutet, dass die Kohorte schon um 90 in die Provinz Raetia verlegt wurde und zwischen 90 und 106/117 in Sorviodurum stationiert war. Ein vergleichbarer Fall, dass eine Einheit nicht in die Truppenliste eines Diploms aufgenommen wurde, ist die Cohors I Breucorum, die auf einem Diplom von 116/121 nicht aufgeführt ist, obwohl sie zu diesem Zeitpunkt in Raetia war.